# Hala Madrid
A Hala Madrid a Real Madrid spanyol labdarúgócsapat saját, havonta megjelenő újságja. Címét a klub szurkolói által igen kedvelt buzdítás után kapta.
A szerkesztésben többek között közreműködik a mindenkori vezetőedző is. Az újságban szerepel összefoglaló az előző hónap összes mérkőzéséről, valamint információk a tartalékok és az utánpótlás-csapatok eredményeiről.